# Ted Bundy
Theodore Robert Bundy, mais conhecido pela alcunha de Ted Bundy (Burlington, 24 de novembro de 1946 — Starke, Condado de Bradford, 24 de janeiro de 1989) foi um assassino em série americano que sequestrou, estuprou e matou várias mulheres jovens na década de 1970 e possivelmente antes. Após quase uma década de negação, antes de sua execução em 1989, ele confessou trinta homicídios em sete estados, de 1974 a 1978. O número total de vítimas é desconhecido.
Bundy era considerado um homem bonito e carismático, traços que ele utilizava para conquistar a confiança de suas vítimas e da sociedade. Bundy se aproximava de suas vítimas em locais públicos, fingindo lesão ou incapacidade, ou fingindo ser uma figura de autoridade, antes de ataca-las e deixa-las inconscientes e as levava a locais reclusos para estuprá-las e depois matá-las. Às vezes ele retornava a cena dos crimes, ajeitando o local e tendo relações sexuais com os cadáveres em decomposição até a fase de putrefação ou outros acontecimentos, como animais selvagens mexendo nos corpos, que o impedisse de continuar. Ele decapitou ao menos doze vítimas e manteve algumas das cabeças em seu apartamento como lembranças. Em algumas ocasiões, ele invadiu a casa de suas vítimas à noite e as espancava enquanto dormiam.
Em 1975, Bundy foi preso pela primeira vez, sendo capturado pelas autoridades de Utah por sequestro e tentativa de agressão criminosa. Ele então se tornou suspeito de uma longa lista de homicídios que aconteceram em vários estados. Enfrentando acusações de assassinato em Colorado, ele orquestrou duas engenhosas fugas e voltou a cometer crimes na Flórida, incluindo três homicídios, antes de ser recapturado em definitivo em 1978. Pelos homicídios cometidos na Flórida, ele recebeu três sentenças de morte em dois julgamentos. Durante seus julgamentos, Bundy, que cursou um ano em direito e formado em psicologia, agiu como seu próprio advogado em vários momentos, concedeu entrevistas a jornalistas e atraiu enorme atenção da mídia por sua eloquência e carisma. Ele tentou utilizar este interesse midiático ao seu favor, ao passo que resistia a confessar seus crimes, numa tentativa de adiar sua execução. Contudo, Bundy foi levado para a cadeira elétrica, na Prisão Estadual da Flórida em Raiford, e executado, em 24 de janeiro de 1989.
A biógrafa Ann Rule, que havia trabalhado com Bundy, o descreveu como um "sociopata sádico que tirava prazer da dor de outros seres humanos e do controle que exercia sobre suas vítimas, ao ponto da morte, e até depois." Uma vez, Bundy se auto-proclamou "o filho da mãe de coração mais frio que você já conheceu." O advogado Polly Nelson, um membro do seu último time de defesa, escreveu que ele era "a própria definição do mal sem coração."

## Biografia
Ted foi criado pelos avós que se passavam por seu pais adotivos. Sua mãe, Eleanor Louise Cowell, era apresentada como se fosse sua irmã, o que só mudou quando esta encontrou o homem que se tornaria o padrasto de Ted e que lhe daria o sobrenome Bundy. Sua infância, na casa dos avós, também teria tido outro problema: ele convivia com as explosões de violência do avô, que muitas vezes agredia a avó.
Ainda segundo a Galileu, durante o ensino médio, ele teria sido investigado por roubo duas vezes e, quando adulto, chegou a trabalhar numa linha telefônica de prevenção ao suicídio e no comitê anticrime de Seattle, no qual um dos projetos envolvia a prevenção ao estupro. Ele também teria tido uma namorada por um longo tempo, chamada Elizabeth Kloepfer. Tina, a filha de Elizabeth, teria sido tratada como filha por Ted.

## Antecedentes

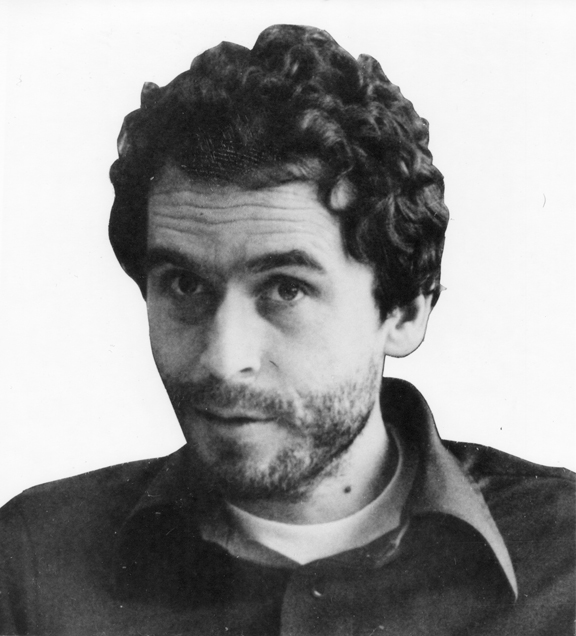
Bundy em 1977, logo após uma de suas fugas.

"Foi em 1974 que meninas começaram a desaparecer dos campos universitários nos estados de Washington e Oregon, região vizinha à casa de Bundy. No outono daquele ano, o jovem resolveu começar a estudar direito na Universidade de Utah e, não por coincidência, diversas estudantes de lá foram sequestradas, abusadas e mortas. Um dos ataques ocorreu contra Carol DaRonch, que felizmente conseguiu escapar e contatar a polícia. A estudante deu às autoridades uma descrição do homem, do Volkswagen que ele dirigia e uma amostra de seu sangue que ficou em sua jaqueta durante a luta. Poucas horas após o ataque de DaRonch, Debbie Kent, de 17 anos, desapareceu. Nessa época, pedestres descobriram um “cemitério de ossos” em uma floresta de Washington e, após análises, foi constatado que os corpos pertenciam a mulheres desaparecidas em Washington e Utah. Investigadores de ambos os estados comunicaram-se e elaboraram um perfil e esboço composto de um homem chamado "Ted”", publicou a Revista Galileu em agosto de 2019.

## Metodologia e preferências
Uma vez que ele atraía suas vítimas para a porta do carro, muitas vezes dizendo precisar de ajuda para carregar compras ao aparecer com uma muleta ou o braço engessado, Ted batia nas vitimas e levava-as embora para reservadamente desfrutar de suas mortes. Ele preferia matar mulheres jovens e brancas (uma de suas vítimas, no entanto, tinha apenas 12 anos de idade), com cabelos longos e lisos repartidos ao meio e atacava suas vítimas com objetos rombudos.
A revista Galileu escreveu: "O modus operandi de Bundy evoluiu em organização e sofisticação ao longo do tempo, como é típico dos assassinos em série, de acordo com especialistas do FBI. Logo no início, consistia na invasão de uma casa durante a noite, seguida de um ataque violento enquanto a vítima dormia. À medida que sua “metodologia” evoluiu, Bundy tornou-se progressivamente mais organizado em sua escolha de vítimas e cenas de crime. Uma vez perto ou dentro de seu carro, a vítima era dominada, espancada e algemada antes de ser abusada e estrangulada." 
Ele admitiu ter mantido alguns corpos em seu apartamento por um período antes de descartá-los, tendo chegado a decepar a cabeça de 12 destes corpos com uma serra. No caso de Donna Manson, por exemplo, Ted teria utilizado a lareira de sua ex-namorada Kloepfer para incinerar a cabeça decepada. Quando os corpos não eram guardados, eram levados para locais pré-selecionados, muitas vezes a uma distância considerável de onde havia sequestrado as vítimas. No local de desova do corpo, Ted removia e queimava as roupas das vítimas. Ele também cometia necrofilia, voltando aos corpos para vestir, maquiar, pintar as unhas e até tirar fotos.
Ted admitiu que tinha "um apetite insaciável por pornografia violenta".

## Vítimas
Algumas de suas vítimas conhecidas e citadas pela imprensa são: Caryn Llene Campbell, Donna Gail Manson, Kimberly LaFouche, Kimberly Diane Leach, Roberta Kathleen Parks, Karen Sparks, Lynda Ann Healy, Susan Elaine Rancourt, Brenda Carol Ball, Georgann Hawkins, Janice Ott, Denise Marie Naslund, Nancy Wilcox, Melissa Smith, Laura Ann Aime, Carol DaRonch, Debra Jean Kent, Julie Cunningham, Denise Lynn Oliverson, Lynette Dawn Culver, Susan Curtis, Lisa Levy, Margaret Bowman, Kathy Kleiner, Karen Chandler, Cheryl Thomas e Leslie Parmenter.

## Prisão

### Primeira detenção - Utah
Em 1974, ele foi preso por um oficial de trânsito quando tentou fugir de um procedimento padrão. Alcançado, os oficiais encontraram algemas, um picador de gelo, um pé-de-cabra, uma meia-calça com buracos para os olhos e outros itens questionáveis em seu carro. Ted foi preso por suspeita de roubo, mas depois acabou acusado e condenado pela tentativa de sequestro de Carol DaRonch, e teria sido julgado pela morte de Caryn Campbell, se não tivesse conseguido fugir da prisão em dezembro de 1977, depois de duas tentativas anteriores falharem.

### Detenção definitiva - Flórida
Em fevereiro de 1978, uma semana depois de ter assassinado Kimberly Leach, de 12 anos, ele foi parado pela polícia em Pensacola. Como dirigia um carro roubado, acabou preso. A polícia, que o procurava, então ouviu diversas testemunhas e encontrou evidências físicas que o ligavam a três assassinatos, dentre elas um molde feito a partir das marcas de mordidas encontradas no corpo de uma das vítimas da Chi Omega. No caso de Kimberly Leach, também foram encontradas fibras da roupa de Ted na cena do crime.
Ted defendeu-se em julgamentos em Utah, Colorado e Flórida, enquanto a polícia tentava reunir o rastro de jovens mortas que conduzisse até si. Durante seus vários julgamentos, um Ted Bundy muito seguro de si se defendeu, recebendo elogios e uma legião de admiradores.
Depois de várias apelações, Bundy foi eletrocutado pelo estado da Flórida em 1989. Para sua última refeição ele pediu bife, ovos, pão e café, mas a recusou porque não estava com fome.
Segundo a Galileu, suas últimas palavras foram: "Jim e Fred, eu gostaria que vocês dessem meu amor à minha família e amigos". (Jim Coleman era um de seus advogados e Fred Lawrence era o ministro metodista que rezara com Bundy durante a noite).
Ted havia sido condenado pelo assassinato de 36 mulheres, mas a polícia estima que o número possa chegar a até 65. Segundo as autoridades, seu primeiro assassinato teria sido aos 14 anos, quando teria matado um vizinho de 8 anos.

## Atualizações
Em setembro de 2019, Cheryl Thomas e Karen Pryor, as duas vítimas que conseguiram sobreviver ao ataque na Universidade Chi Omega, falaram durante o programa The Dr. Oz Show. O The Sun reportou que Karen disse que ele havia quebrado todos os ossos de sua face, mas mesmo assim ela teria conseguido se defender, tendo então o braço quebrado. Ela também falou que foi salva pelos vizinhos, que teriam "ouvido algo errado em sua casa" e tentaram ligar para ela. Bundy teria então fugido e os vizinhos, chamado a polícia.
Ted virou tema de filmes, documentários e séries e mesmo 30 anos depois de sua morte, segundo a BBC, "ainda intriga os EUA".
- Conversations with a Killer: The Ted Bundy Tapes: série- documentário da Netflix (em que são ouvidas, pela primeira vez, gravações extraídas de mais de cem horas de entrevistas com Bundy enquanto ele estava no corredor da morte);
- Bundy Extremely Wicked, Shockingly Evil and Vile: com o ator Zac Efron.

## Galeria

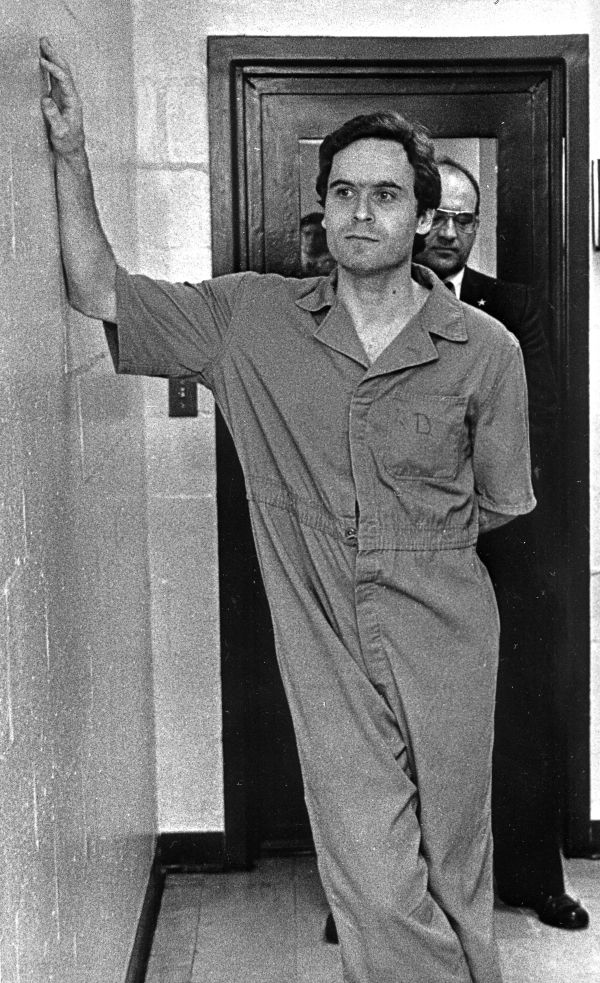
Ted Bundy na prisão na Flórida.
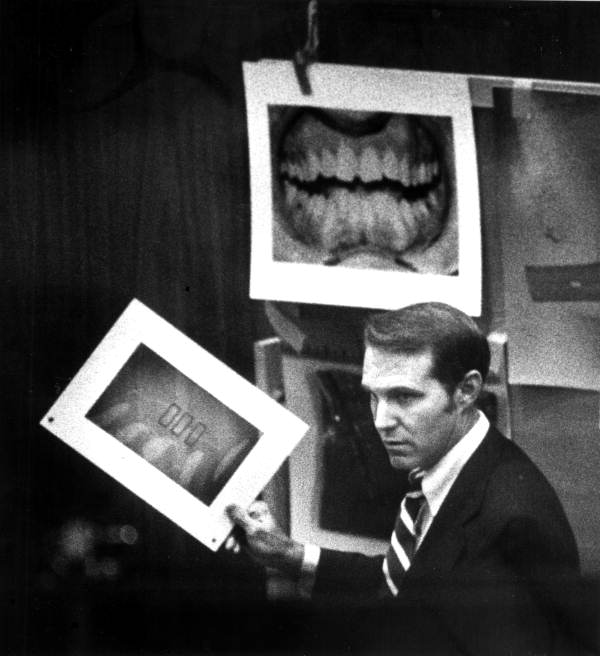
Evidencias de análise dentária lincando Bundy a uma das vítimas.
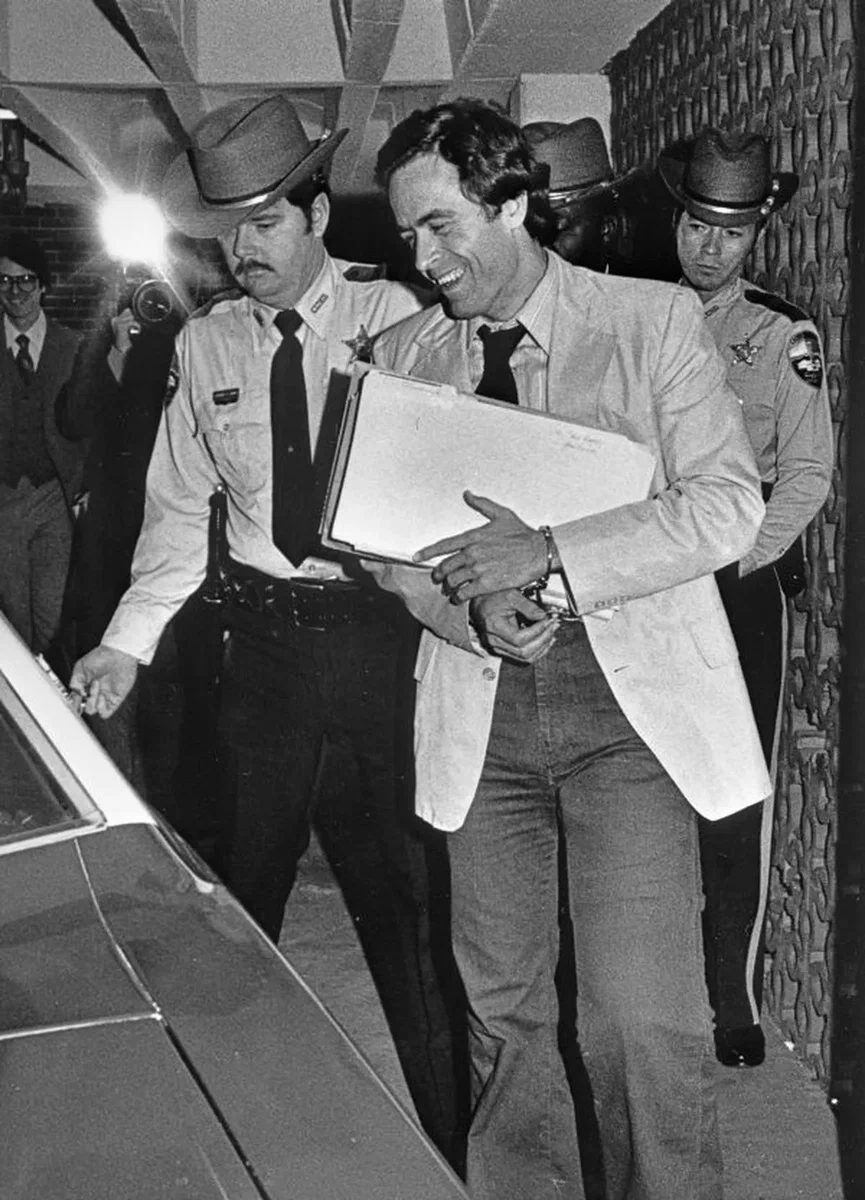
Ted Bundy chegando em uma de suas audiências no tribunal.
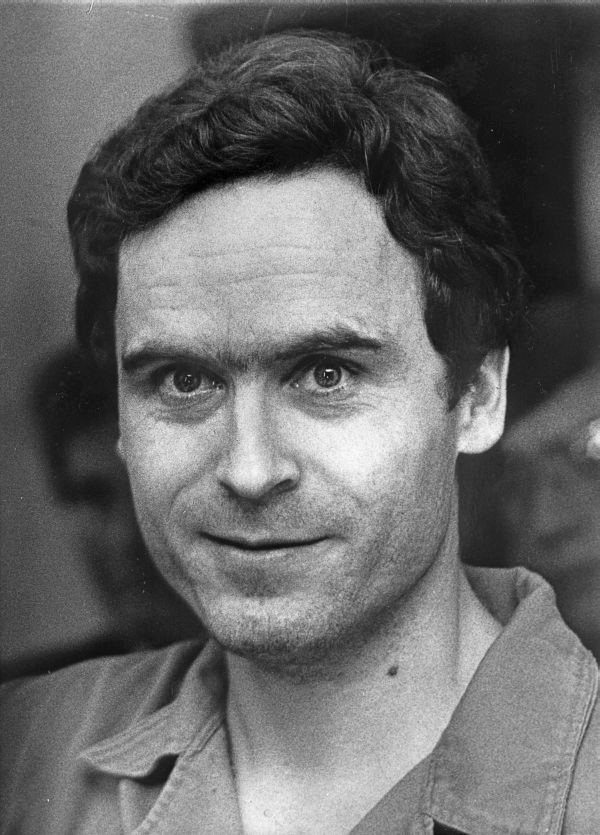
Ted Bundy em julho de 1978
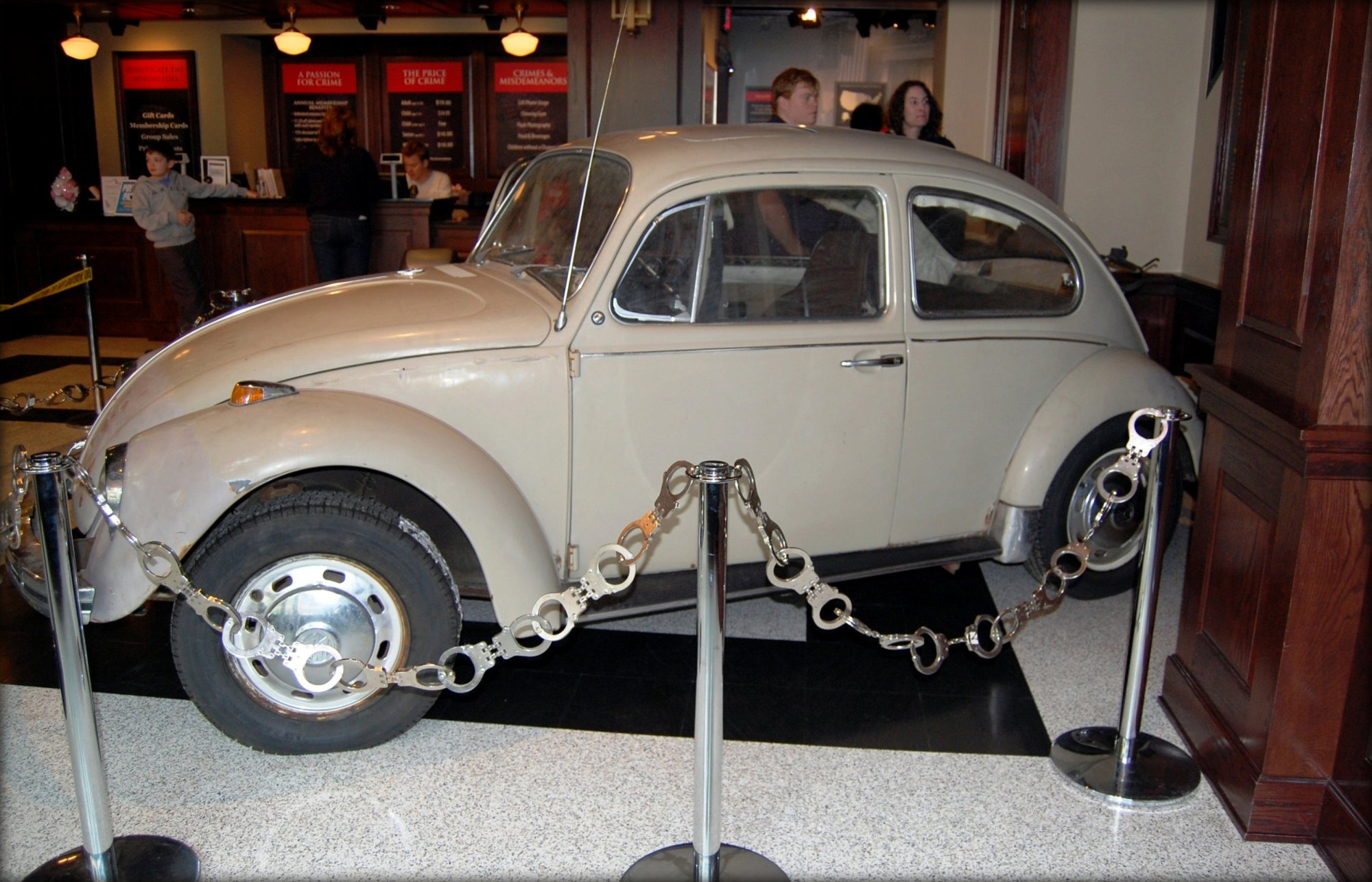
Volkswagen Fusca 1968. Ted Bundy foi o proprietário deste carro de 1969 a 1975. Este foi o carro que ele usou para a maioria de seus assassinatos.